# Doctrine Mitterrand

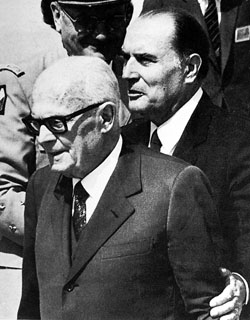
Les présidents François Mitterrand et Sandro Pertini en 1982.

La « doctrine Mitterrand » est un engagement verbal pris, en 1985, par le président de la République française François Mitterrand de ne pas extrader les anciens terroristes italiens d'extrême gauche — excepté ceux coupables de crimes de sang — ayant, selon ses propres termes, « rompu avec la machine infernale dans laquelle ils s'étaient engagés, ont abordé une deuxième phase de leur propre vie, se sont insérés dans la société française lors des années de plomb... ».
Cette pratique a été remise en cause par les présidents Jacques Chirac et Emmanuel Macron.

## Origine
Dès les années 1970, le parti socialiste, dans l’opposition, se prononce contre les extraditions lorsque la personne concernée s’est bien intégrée à la société française, et que le pays demandeur procède à des lois d’exception (parfois les inculpés disparaissent ou sont victimes d’accidents comme Giuseppe Pinelli). Après l’alternance politique, le président François Mitterrand et le Gouvernement Pierre Mauroy durcissent leur position en 1982, en excluant les cas d’homicide et d’enlèvement pour les refus des extraditions.

### Les déclarations de Mitterrand
En Italie, le président du Conseil des ministres socialiste Bettino Craxi est accusé par les communistes et les centristes de manque de fermeté vis-à-vis du terrorisme, illustrée par la fuite de Toni Negri en 1983. C’est dans ce contexte que François Mitterrand, dans un discours au Palais des sports de Rennes, le 1er février 1985, exclut de cette protection le « terrorisme actif, réel, sanglant ». Il déclare : 

« Oui, j’ai décidé l’extradition, sans le moindre remords, d’un certain nombre d’hommes accusés d’avoir commis des crimes. Je n’en fais pas une politique. Le droit d’asile, dès lors qu’il est un contrat entre celui qui en bénéficie et la France qui l’accueille, sera toujours et a toujours été respecté ; il n’était d’ailleurs pas demandé, dans la circonstance, en temps utile. Je refuse de considérer a priori comme terroristes actifs et dangereux des hommes qui sont venus, particulièrement d’Italie, longtemps avant que j’exerce les responsabilités qui sont miennes, et qui venaient de s’agréger ici et là, dans la banlieue parisienne, repentis… à moitié, tout à fait… je n’en sais rien, mais hors du jeu. Parmi eux, sans doute une trentaine de terroristes actifs et implacables. Ce sont justement ceux qu’on ne contrôle pas, c’est-à-dire qu’on ne sait pas où ils sont ! On dit qu’ils sont en France ? La France est quand même un pays – sans que je puisse préjuger en quoi que ce soit de ce qui se passera demain – dans lequel on a connu une trace moins sanglante qu’ailleurs, même si elle est encore trop sanglante. Mais je dis hautement : la France est et sera solidaire de ses partenaires européens, dans le respect de ses principes, de son droit : elle sera solidaire, elle refusera toute protection directe ou indirecte pour le terrorisme actif, réel, sanglant. »

On peut lire, dans le compte-rendu du déjeuner de travail avec Bettino Craxi, du 22 février 1985 :

« Nous avons environ 300 italiens réfugiés en France depuis 1976 et qui depuis qu’ils sont chez nous, se sont « repentis » et auxquels notre police n’a rien à reprocher. Il y a aussi une trentaine d’italiens qui sont dangereux mais ce sont des clandestins. Il faut donc d’abord les retrouver. Ensuite ils ne seront extradés que s’il est démontré qu’ils ont commis des crimes de sang. Si les juges italiens nous envoient des dossiers sérieux prouvant qu’il y a eu crime de sang, et si la justice française donne un avis positif, alors nous accepterons l’extradition. »

Le 21 avril 1985, devant le 65e congrès de la Ligue des droits de l'homme, il précise que « Les réfugiés italiens [...] qui ont participé à l'action terroriste avant 1981 (...) ont rompu avec la machine infernale dans laquelle ils s'étaient engagés, ont abordé une deuxième phase de leur propre vie, se sont insérés dans la société française [...]. J'ai dit au gouvernement italien qu'ils étaient à l'abri de toute sanction par voie d'extradition [...]. »
La doctrine Mitterand se fonde sur l'idée que les lois spéciales (incarcérations sur la base de seul soupçon, interrogatoires se déroulant sans la présence d’un avocat, égalité de peine pour les individus appartenant au même groupe quelle que soit la nature des délits commis individuellement, etc) adoptées par les autorités italiennes pour combattre les terroristes allaient à l’encontre de la conception française du droit.

## Depuis 2002: remise en cause
Au début des années 2000, 280 activistes sont encore incarcérées (dont 130 en régime de semi-liberté) en Italie parmi lesquelles 176 sont condamnées pour crimes de sang, plus de 90 à perpétuité et 147 pour plus de quinze ans. Le fait est unique en Europe, qui traduit à la fois l’ampleur et l’intensité de la rébellion armée qui puise ses origines dans le long cycle conflictuel ouvert en 1964-1969. Plus d’une centaine d’anciens militants qui ont échappé aux lois d’exception et à l’emprisonnement sont toujours en fuite, la plupart en France.
Après l’alternance politique de 2002 et le retour de la droite au pouvoir, la doctrine Mitterrand est remise en cause avec l'extradition de Paolo Persichetti à la demande de la justice italienne. Il avait trouvé refuge en France fin 1991, après avoir été condamné à 22 ans et six mois de prison pour complicité dans l'assassinat du général Licio Giorgieri (en), en mars 1987. Le décret d’extradition avait été signé par Édouard Balladur en 1994, mais n’avait pas été appliqué jusque là.

En 2004, le Premier ministre Jean-Pierre Raffarin, après avis favorable de la chambre de l’instruction de la cour d'appel de Paris, confirmé en cassation, signe le décret d’extradition de Cesare Battisti. Saisi en vue d’annuler ce décret d'extradition, le Conseil d'État rejette le recours, en considérant entre autres l'absence de validité juridique de la doctrine Mitterrand : 

« Considérant que, si le requérant invoque les déclarations faites par le Président de la République, le 20 avril 1985, lors du congrès d'un mouvement de défense des droits de l'homme, au sujet du traitement par les autorités françaises des demandes d'extradition de ressortissants italiens ayant participé à des actions terroristes en Italie et installés depuis de nombreuses années en France, ces propos, qui doivent, au demeurant, être rapprochés de ceux tenus à plusieurs reprises par la même autorité sur le même sujet, qui réservaient le cas des personnes reconnues coupables dans leur pays, comme le requérant, de crimes de sang, sont, en eux-mêmes, dépourvus d'effet juridique ; qu'il en va également ainsi de la lettre du Premier ministre adressée, le 4 mars 1998, aux défenseurs de ces ressortissants. »

En 2007, Marina Petrella est arrêtée pour être extradée, avant que le président de la République Nicolas Sarkozy et le gouvernement n’y renoncent.
En avril 2021, dix nouvelles demandes d'extradition sont formulées par l'Italie. Le président de la République Emmanuel Macron autorise l'arrestation par la sous-direction anti-terroriste des anciens activistes en vue de les extrader,. En juin 2022, la chambre de l’instruction de la cour d'appel de Paris rend un avis défavorable pour les dix demandes d’extradition. Après le pourvoi du procureur général Rémy Heitz, la Cour de cassation valide définitivement, en mars 2023, l’avis défavorable à l’extradition,.

### Réactions
En 2004, le milieu intellectuel et littéraire se mobilise en faveur de Battisti : Bernard-Henri Lévy,  Philippe Sollers, Fred Vargas ou encore Dan Franck, ainsi que les personnalités socialistes Bertrand Delanoë et François Hollande.
Cet aspect de la politique française a été vivement critiqué par l'Association italienne de victimes du terrorisme (Associazione Italiana Vittime del Terrorismo) qui a notamment exprimé en 2008 sa « douleur face aux conséquences de la doctrine Mitterrand et à l'attitude des intellectuels de gauche français. »

## Italiens qui en ont bénéficié

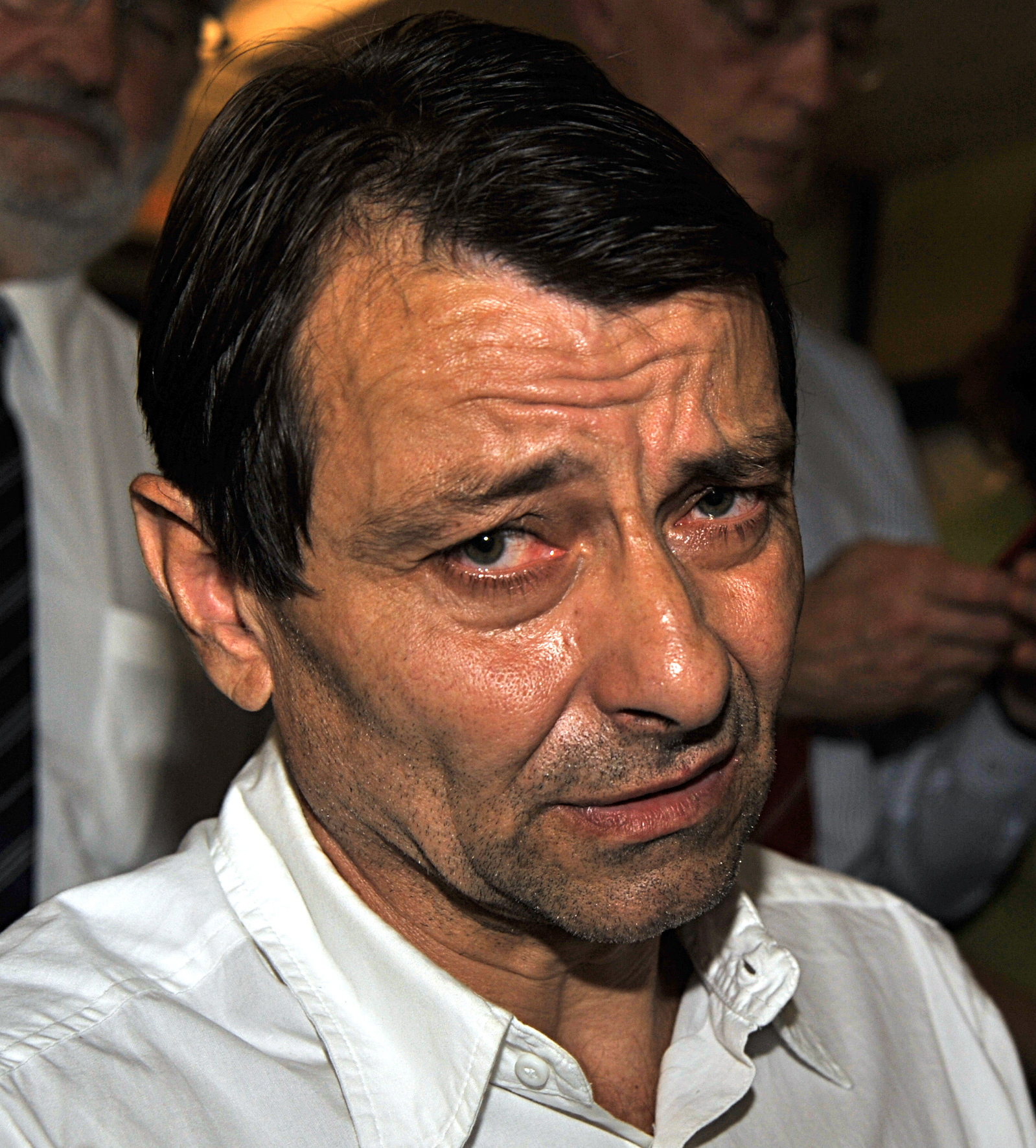
Cesare Battisti en prison à Brasilia en 2009.

Parmi les Italiens qui ont bénéficié de la doctrine Mitterrand on trouve : 
- Toni Negri, est retourné volontairement en Italie en 1997,
- Paolo Persichetti extradé en 2002[5],
- Sergio Tornaghi (procédure de 2021-23[10]),
- Oreste Scalzone,
- Marina Petrella, condamné en 1992 à la perpétuité pour complicité dans le meurtre d'un commissaire à Rome en 1981. Arrêtée une première fois en France en 2007[8]. (procédure de 2021-23[10]),
- Franco Piperno,
- Lanfranco Pace,
- Enrico Villimburgo et Roberta Cappelli (procédure de 2021-23 pour ce dernier[10]), condamnés à l'emprisonnement à vie pour assassinat ;
- Giovanni Alimonti et Maurizio di Marzio, condamnés respectivement à 22 et 15 années pour une série d'attaques (procédure de 2021-23[10]) ;
- Enzo Calvitti, condamné à 21 ans pour tentative d'assassinat (procédure de 2021-23[10]) ;
- Vincenzo Spano, considéré comme l'un des leaders des Comités Organisés  pour la Libération du Prolétariat ;
- Massimo Carfora, qui a été condamné à la prison à vie ;
- Giovanni Vegliacasa, de Prima Linea ;
- Walter Grecchi, condamné à 14 ans pour l'assassinat de l'agent de police de 23 ans Antonio Custra à Milan[17] ;
- Giorgio Pietrostefani (procédure de 2021-23[10]), arrivé en France en 1975[18], condamné à 22 ans de prison avec Sofri et Bompressi pour l'assassinat du commissaire Luigi Calabresi ;
- Cesare Battisti, bien que réclamé pour quatre assassinats par l'Italie, fut également protégé par cette doctrine et jouit de cette protection pendant 14 ans, de 1990 à 2004[19], année au cours de laquelle, sous Chirac, il est menacé d'extradition et annonce qu'il reprend la clandestinité[20],[21]. Après un long périple en Amérique du Sud, il est arrêté en Bolivie le 12 janvier 2019[22] puis extradé vers Rome où il arrive le 14 janvier 2019 pour purger en Sardaigne une peine de prison à vie à laquelle il avait été condamné par contumace en 1993[23],
- Narciso Manenti (procédure de 2021-23[10]),
- Luigi Bergamin (procédure de 2021-23[10]),
- Raffaelle Silvio Ventura, réfugié en France depuis 1982 et est devenu français (procédure de 2021-23[18]).

- Seraient également sur le sol français : Simonetta Giorgieri et Carla Vendetti, soupçonnés de contacts avec les nouvelles Brigades rouges[24].

## Film
- Après la guerre (2017)